# Portal de la Valldigna
El Portal de la Valldigna és un portal del 1400 que separava la ciutat cristiana de la moreria de València. Es troba al barri del Carme, dins el districte de Ciutat Vella. És un portal sense porta, que pren el nom del monestir de la Valldigna (Simat de la Valldigna), la casa de l'abat del qual es trobava davant del portal.
Oberta sobre la mateixa muralla àrab del segle XI en l'any 1400, era la porta d'accés a la moreria. És un arc de mig punt, de carreu, amb un lleuger avanç en les impostes. Fou restaurat el 1965.
En el portal, hi ha una reproducció del retaule original que allí va existir, dedicat a la Mare de Déu i que fou col·locat l'any 1589. El retaule representa el rei Jaume el Just en l'acte de fundació del monestir de la Valldigna, que va atorgar a l'abat de Santes Creus, amb una inscripció que acompanya la imatge i que diu «Aquesta vall per a la vostra causa».
En la seua part superior, hi ha la representació de la Mare de Déu amb els escuts de la ciutat de València i del monestir de la Valldigna. Es tracta d'un retaule dels anys 60 del segle xx, junt al qual hi ha una inscripció que diu «Nostra Dona de la Bona Son, pregueu per nós, portal de Valldigna».
Junt al portal, es va instal·lar la primera impremta del Regne de València i de la península Ibèrica, per part del mestre impressor Lambert Palmart, en la qual l'any 1474 es va imprimir el primer llibre a la península Ibèrica, escrit en valencià: Les obres o trobes davall scrites les quals tracten de lahors de la sacratíssima Verge Maria (Trobes en llaors de la Verge Maria). Una placa commemorativa recorda aquest fet.
També, junt al portal, va tindre lloc el succés viscut per fra Joan Gilabert Jofré, interposant-se a l'acaçament i l'apedregada d'un dement, després del qual i canviant el seu sermó quaresmal, va propiciar que el 9 d'abril de 1409 es posaren els fonaments del primer manicomi del món que es deia Hospital dels folls i dels ignocents.